# 최신종
최신종(1989년 3월 27일~)은 대한민국의 연쇄살인 범죄자이다.

## 사건

### 집단·흉기 등 협박 및 특수강간
2012년 집단·흉기 등 협박 및 특수강간으로 징역 3년에 집행유예 5년을 선고 받았다.

### 절도
2015년 마트에서 절도를 저질러 징역 6개월을 선고 받았다.

### 전주·부산 연쇄 살인 사건
전주와 부산에서 각각 30대 여성을 강간 후 살해, 20대 여성을 살해하고 유기한 혐의를 받고 있다.
2020년 11월 5일 무기징역이 선고되었다.

## 관련 TV 프로그램
- SBS 《그것이 알고싶다》 (2020년 6월 6일 방송분)